# حسام الدين بريمو
حسام الدين بريمو (18 مايو 1962 - 24 أغسطس 2022)، هو مُلحن سوري.

## حياته والتعليم
من مواليد دمشق عام 1962، حاز على الشهادة الثانوية العلمية في 1980، وتخرج من المعهد المتوسط الهندسي 1982، ثم عمل لست سنوات (1984-1990) ممثلا مسرحيا في العديد من الفرق المسرحية وبخاصة فرقة المسرح الجامعي بجامعة دمشق، ثم درس الموسيقى في المعهد العالي للموسيقى بدمشق (1991-1997). وقد تعلم واتقن الغناء الكلاسيكي على يد الأساتذة غالينا خالدييفا (من روسيا).

## سيرته المهنية
- عازف اوبوا في الفرقة السيمفونية الوطنية. حيث تعلمها وتدرب على يد الأستاذ فاغيف باباييف (من أذربيجان).
- وكيل المعهد العالي للموسيقى بدمشق.
- مدرس في المعهد العالي للموسيقى بدمشق.
- مدرس في كلية التربية بدمشق.
- مدرس في كلية (مار أفرام السرياني) للاهوت في معرة صيدنايا.
- مدرب وقائد جوقة كلية مار أفرام السرياني
- الغناء مع جوقة المعهد العالي للموسيقى تحت إشراف الأستاذ فيكتور بابينكو (من روسيا كمغني تينور (إفرادي وكورال) والمشاركة مع الجوقة في: حفلاتها الخاصة، حفلاتها مع الفرقة السيمفونية الوطنية، أوبرا ديدو وإينياس (أدى فيها دور البحار الأول).
- الغناء مع فرقة الموسيقى العربية التابعة للمعهد العالي للموسيقى تحت إشراف الأستاذ حميد البصري والمشاركة معها في: مهرجان الموسيقى العربية في القاهرة 1994، مهرجان الموشح (لبنان جامعة الكسليك).
- مؤسس وقائد مجموعة جوقة لونا .
- مؤسس وقائد ومدير جوقة قوس قزح .
- مؤسس وقائد ومدير جوقة ألوان.
- مؤسس وقائد ومدير جوقة ورد.[2]

## موسيقاه
- مقامات الآذان (حجاز، راست، بيات) وهذه المقامات وحدت الموسيقى بكل الدول التي يُرفع فيها الآذان.
- ترانيم الفتح المبنية على (الهزام) والموجودة بكل كنائس الشرق.
- أغاني عيد الميلاد المبنية على (العجم)، وهذان المقامان وحّدا كل المسيحيين في العالم.

## وفاته
توفي عن 60 عاماً، بعد صراعٍ مع المرض.